# Палаццо Веккйо
Пала́ццо Ве́ккйо (італ. Palazzo Vecchio —Старий палац) — палац у Флоренції на площі Сеньйорії поруч з Лоджія-дей-Ланці.

## Будівництво
У 1299 році уряд Флорентійської республіки (сеньйорія) запросила відомого архітектора Арнольфо ді Камбіо збудувати будівлю для перебування й засідання сеньйорів, тобто урядовців. Того ж року розпочато будівельні роботи на місті палацу Фанті, що належав гібелінській родині Уберті, яку вигнали з міста у 1266 році. При цьому Камбіо використав стару вежу, що залишилася від колишнього палацу. Тому прямокутна вежа Палаццо Веккйо тепер знаходиться не по центру будівлі. Після смерті ді Камбіо у 1314 році зведення палацу продовжили його учні. Й вже у 1315 році його було добудовано. Будівля мала масивний вигляд, нагадувала ліпше фортецю, де могли сховатися урядовці республіки. У плані це прямокутник, але тонкі карнизи по фасаду візуально ділять його на три великі блоки. Увінчана зубцями галерея мовби повторюється на дзвіниці та на вежі, висота якої сягає 94 м, доповнюючи враження величавої простоти.
З цього моменту головна структура палацу залишалася не змінною, лише робилися деякий доробки. У 1342—1343 роках будівлю було розширено для Готьє IV, герцога Афінського. Нові зміни відбуваються за правління Козімо Медічі у 1440—1460-х роках. З'являються Зала Двохсот. У 1494—1495 роках архітектор Сімоне дель Поллайоло зводить Залу П'ятисот.
За часів республіки встановлюють як всередині, так й зовні численні скульптури відомих майстрів, зокрема Мікеланджело Буонарроті, Донателло.
У 1540—1543 роках інтер'єр палацу було змінено Джорджо Вазарі на замовлення флорентійського герцога Козімо I Медічі. В оздобленні також брав участь Якопо Дзуккі. У 1588—1592 роках перетворення усередині родив архітектор Буонталенті.
У 1667 році на вежі було встановлено годинник роботи Вінченцо Вівіані, що дотепер справно працює.

## Історія
У 1502 році у палац переїздить уряд Флорентійської республіки, а сама будівля отримує назву Палаццо делла Сеньйорія. За часів урядування у Флоренції герцога Готьє Афінського назву змінено на Палаццо Дукале. після вигнання останнього повернуто стару назву. У 1540 році сюди перебирається герцог Козімо I Медічі й будівля знову стає Палаццо Дукале. Проте вже у 1565 році він переїздить до Палаццо Пітті. після цього колишня герцогська резиденція отримує теперішню назву Палаццо Веккйо, тобто Старий палац. З цього моменту він служить тимчасовим перебуванням герцогів, а згодом й великих герцогів Тосканських. У 1865 році сюди переїздить уряд та палата депутатів новоствореного Італійського королівства. Вони перебували у Палаццо Веккйо до 1871 року, коли королівські й урядові установи переїхали до Риму. Після цього у Палаццо Веккйо й дотепер розташовується ратуша з магістратом міста Флоренції.

## Опис
Особливістю будівлі є масивний фасад, що складається з великих блоків. Все це доповнює асиметрично розташована вежа. Над вхідними дверима є фронтиспис з мармуру «Ісус Христос, Цар над царями і Господь над панами». З 1504 до 1873 року тут стояв «Давид» Мікеланджело. Цікавинкою палацу є три двори з роботами відомих майстрів, зокрема Андреа дель Верроккйо, Джорджо Вазарі, Мікелоццо. Відомою є Зала П'ятисот, де зібрано шедеври живопису. Численними гобеленами та фресками прикрашені кімнати на другому поверсі палацу, зокрема «Зала Елементів», тераса Сатурна, кімнати Геркулеса, Церери, Кібели, Пенелопи, Юпітера, сабінян.